# Bentaian Jaya
Bentaian Jaya is een bestuurslaag in het regentschap Belitung Timur van de provincie Bangka-Belitung, Indonesië. Bentaian Jaya telt 1308 inwoners (volkstelling 2010).